# إسعاد يونس
إسعاد يونس (12 أبريل 1950 -)، ممثلة ومنتجة أفلام وكاتبة سيناريو ومقدمة تلفزيونية مصرية. بداياتها كانت كمذيعة قبل أن تتحول للتمثيل وتشارك في العديد من الأفلام خصوصًا في فترة الثمانينات والتسعينات، وكان أبرزها مع النجم عادل إمام على غرار فيلم المتسول، وفيلم الأفوكاتو، كما برزت كمنتجة أفلام، ثم كمقدمة تلفزيونية من خلال برنامجها الشهير صاحبة السعادة.

## النشأة
وُلدت إسعاد حامد يونس جمال الدين في 12 أبريل 1950 في القاهرة، لعائلة متوسطة الحال، كانت تقدر الثقافة والتعليم. كان والدها، الصحفي أنور يونس، يعمل في مؤسسة روز اليوسف الصحفية، ووالدتها كوكب صادق كانت سيدة مثقفة. هذا الجو العائلي الثقافي أثر في تشكيل وعيها منذ الصغر، حيث انغمست في القراءة ومتابعة الأحداث الفنية والثقافية.
التحقت إسعاد بجامعة عين شمس حيث درست الأدب الإنجليزي. شكلت دراستها نافذة على ثقافات العالم، وفتحت لها الأبواب للعمل في مجالات متعددة، أبرزها الإعلام والتمثيل. كانت لغتها الإنجليزية المتقنة ومهاراتها الثقافية نقطة قوة ساعدتها على التواصل مع جمهور واسع، مما أهلها لدخول مجال الإذاعة ومن ثم التمثيل.

## مسيرتها المهنية
بدأت إسعاد حياتها المهنية كمذيعة في إذاعة الشرق الأوسط، حيث قدمت برامج متميزة حققت شهرة واسعة، منها مجلة الشرق الأوسط الذي كان عبارة عن برنامج اجتماعي ثقافي يتناول القضايا اليومية بطريقة مميزة، ثم برنامج فوازير رمضان الإذاعية حيث جمعت بين الترفيه والإبداع في تقديم الفوازير بشكل جديد جذب انتباه المستمعين. تميزت في هذه الفترة بصوتها الجذاب وأسلوبها المرح، ما جعلها شخصية محبوبة ومرغوبة لدى الجمهور.

### التمثيل
بعد نجاحها كمذيعة، انتقلت إسعاد إلى التمثيل في السبعينيات، وسرعان ما برزت كنجمة متعددة المواهب بفضل قدرتها على تقديم أدوار متنوعة. كانت شخصيتها المميزة وخفة ظلها عوامل أساسية في نجاحها.

### الإنتاج السينمائي
في التسعينيات، اتجهت إسعاد إلى الإنتاج السينمائي وأسست شركتها "الخوذ للإنتاج الفني"، التي لعبت دورًا بارزًا في صناعة السينما المصرية. ركزت الشركة على إنتاج أفلام تجمع بين الترفيه والرسائل الاجتماعية، ما ساهم في تجديد شكل السينما المصرية.

### صاحبة السعادة
في عام 2014، أطلقت إسعاد برنامجها الشهير صاحبة السعادة، الذي حقق نجاحًا باهرًا وأصبح علامة فارقة في الإعلام المصري والعربي. هدف البرنامج إلى إحياء التراث المصري من خلال عرض الثقافة المصرية والفنون التقليدية، ونشر الإيجابية والسعادة عبر استضافة شخصيات ملهمة وقصص نجاح، ثم دعم الصناعات المصرية: حيث خصصت حلقات للحديث عن الحرف والصناعات الوطنية. استضافت إسعاد في برنامجها نجومًا بارزين مثل عادل إمام، أحمد حلمي، منى زكي، وغيرهم، بالإضافة إلى شخصيات من مجالات مختلفة، مما ساهم في تنوع محتوى البرنامج وجعله يناسب جميع الفئات.

### الكتابة والإبداع الأدبي
إلى جانب عملها الفني والإعلامي، أبدعت إسعاد في مجال الكتابة. أصدرت العديد من المقالات والكتب التي تناولت قضايا اجتماعية وثقافية بروح مرحة وعميقة.
الحياة الشخصية والأسرية

## حياتها الشخصية
تزوجت إسعاد يونس من رجل الأعمال علاء الخواجة، الذي يُعد من أبرز رجال الأعمال في مصر. علاء الخواجة متزوج أيضًا من الفنانة شريهان، واستطاع أن يخلق توازنًا نادرًا بين الزوجتين، مما أثار إعجاب الكثيرين.
أنجبت إسعاد من زواجها الأول ابنها عمر الخواجة، الذي يدير بعض أعمالها، وابنتها نورهان علاء الخواجة. كانت إسعاد دائمًا قريبة من أبنائها، وتعتبر العائلة جزءًا أساسيًا من حياتها.
ترى إسعاد أن النجاح في الحياة الأسرية يعتمد على التفاهم والاحترام، وقد استطاعت أن توازن بين حياتها المهنية والأسرية، مما جعلها نموذجًا يُحتذى به.

## أعمالها

### من المسلسلات
| - تيتا زوزو 2024 - كامل العدد +1:2024- حياة عبدالجواد - كامل العدد:2023- حياة عبدالجواد - الإختيار ٣:2022 - العائدون:2022 - لهفة:2015- مريضة الزهايمر - بدون ذكر أسماء:2013- ضيفة شرف - يا رجال العالم اتحدوا:2000- د. عصمت - السقوط في بئر سبع:1994- نرجس محمود عبدالمنعم (دينا حليم) - خرافة اسمها الفشل:1993 | - دقات الساعة:1990- سامية - زغلول يلمظ شقوب:1990- زغلول العشماوي - الحب وسنينه:1989 - أنا وأنت والزمن طويل:1989 - بكيزة وزغلول:1987- زغلول - الصياد والحب:1983 | - مليون في العسل:1981- ليزا ضيفة الحلقات - وتفضلوا بقبول الحب:1981 - الدنيا لما تلف:1977- جوهرة بنت الناظر - حكاية ميزو:1977- صافيناز - الهاربان:1976 - رحلة في عالم مجنون |

### من الأفلام
| - عصابة عظيمة:2024- عظيمة - من أجل زيكو:2022- ضيفة شرف - 200 جنيه:2021- عزيزة السيد - بورترية اسعاد يونس:2010- وثائقي/تسجيلي - زهايمر:2010- مديرة دار المسنين - عمارة يعقوبيان:2006- دولت الدسوقي - أيام السادات:2001- همت مصطفى - أبو الدهب:1996- زينب - إنذار بالقتل:1996- فريدة - غرام وانتقام بالساطور:1992- فتحية - الأسطى محروس:1990- زينب - الحب القاتل:1990 - الواد سيد النصاب:1990- نرجس - صاحبك من بختك:1990- هدي - عائلة مشاغبة جدًا:1989 - المجنون:1988- داليا - المشاغب ستة:1988- زينب | - ليلة القبض على بكيزة وزغلول:1988- زغلول العشماوي - محاكمة علي بابا:1987- مديحة - ناس هايصة وناس لايصة:1986 - المجنونة:1985- سعاد, نادية, فردوس, نوال - عسل الحب المر:1985- عزيزة - فتوة درب العسال:1985- طعمة - فوزية البرجوازية:1985- عنايات - مغاوري في الكلية:1985- ليلى - ألعاب ممنوعة:1984- مديحة - المحظوظ:1984- صفاء - امراة في السجن:1984- دينا / حنفى - بنات إبليس:1984- سمية - طابونة حمزة:1984- رضا - كله تمام:1984- سهير وجدى - يارب ولد:1984- صفاء | - إضراب المجانين:1983- نرجس - الأفوكاتو:1983- عصمت عبدالجواد - المتسول:1983- عايدة - جدعان باب الشعريه:1983- حلاوتهم - شاطئ الحظ:1983- هناء - غريب ولد عجيب:1983- سيّدة أنور عفيفى - مسعود سعيد ليه:1983- سعدية - القفل:1982 - حسن بيه الغلبان:1982- عائشة سالم - خمسة في الجحيم:1982- نجلاء فتحي - عروسة وجوز عرسان:1982- ثريا - أمهات في المنفى:1981- حكمت - مين يجنن مين؟:1981- عزيزة أخت أدهم - استقالة عالمة ذرة:1980- نعيمة / ناني الخادمة - الرغبة:1980- سلوى أخت هاله | - دموع بلا خطايا:1980- سميحة - شعبان تحت الصفر:1980- زينب - غاوي مشاكل:1980- سميرة - مخيمر دايما جاهز:1980 - احنا بتوع الأتوبيس:1979- سونيا - خائفة من شيء ما:1979- ليلى - القمة الباردة:1978- روحيّة - المرايات:1977 - دعاء المظلومين:1977- الدكتور زوجة مدحت - ميعاد مع سوسو:1977 - صانع النجوم:1976 - الملكة وأنا:1975- ناديه - وانتهى الحب:1975 - أنا وابنتي والحب:1974 - جريمة لم تكتمل:1972- هدى |

| \| - باللو:1995- كريمة - فلاح في مدرسة البنات:1993 - نص أنا .. نص إنتي:1988 - موعد مع الوزير:1986- حسنية - جحا يحكم المدينة:1985- نجوى - والسيدة حرمه (سيدة الحوش):1984- أطاليا أم عرفه / سوسن - واحد في المليون:1982 - دبابيس:1980 - عروسه تجنن:1980 \| - الدخول بالملابس الرسمية:1979- سعيدة مبارك - أنا نسيت نفسي:1977 - ليلة من ألف ليلة:1977 - أسعد سعيد في العالم - الحب بالعقل - انا نسيت اسمي - حب حتى السجن - لا عزاء لللصوص - ليلة جواز الشغالة - بطة وعلي لوز - بطة \| | - فرح عديلة:2020 - شغل سيما:2001- بنفسها - أوبريت القدس ح ترجع لنا:2000- بشخصها - تحية طيبة وبعد:1988 - الناس لبعض:1983- كريمة - حلاوة الروح:1982- مديحه - الهدف - سلام يا أحلام: سهير - تك تك بوم:2011-الرواية - صاحبة السعادة:2014- تقديم - من غير كلام:1991- تقديم - شريط فيديو مع النجوم:1986- تقديم - لسة فاكر: ضيف - نجم على الهوا:ضيف |
| - باللو:1995- كريمة - فلاح في مدرسة البنات:1993 - نص أنا .. نص إنتي:1988 - موعد مع الوزير:1986- حسنية - جحا يحكم المدينة:1985- نجوى - والسيدة حرمه (سيدة الحوش):1984- أطاليا أم عرفه / سوسن - واحد في المليون:1982 - دبابيس:1980 - عروسه تجنن:1980 | - الدخول بالملابس الرسمية:1979- سعيدة مبارك - أنا نسيت نفسي:1977 - ليلة من ألف ليلة:1977 - أسعد سعيد في العالم - الحب بالعقل - انا نسيت اسمي - حب حتى السجن - لا عزاء لللصوص - ليلة جواز الشغالة - بطة وعلي لوز - بطة |

| | - زغلول يلمظ شقوب:1990- مؤلف - ليلة القبض على بكيزة وزغلول:1988- قصة وسيناريو وحوار - بكيزة وزغلول:1987- قصة وسيناريو وحوار - المجنونة:1985- قصة وسيناريو وحوار - حلاوة الروح:1982- قصة وسيناريو وحوار - شبورة: مؤلف                                                                       | \| - الشوق:2011- موزع - الثلاثة يشتغلونها:2010- موزع - بنتين من مصر:2010- موزع - رسائل البحر:2010- موزع - زهايمر:2010- موزع - عصافير النيل:2010- موزع - كلمني شكرا:2010- موزع - لا تراجع ولا استسلام (القبضة الدامية):2010- موزع - ولاد البلد:2010- موزع - ولد و بنت:2010- موزع - أدرينالين:2009- موزع \| - أعز أصحاب:2009- موزع - الحكايه فيها منة:2009- موزع - بالألوان الطبيعية:2009- موزع - آخر كلام:2008- موزع - الغابة:2008- موزع - خارج على القانون:2007- موزع - علاقات خاصة:2006- موزع - واحد من الناس:2006- موزع - أيام السادات:2001- موزع - تك تك بوم:2011- منتج - بنتين من مصر:2010- منتج \| - رسائل البحر:2010- منتج - زهايمر:2010- منتج - عصافير النيل:2010- منتج - ولد و بنت:2010- منتج - أدرينالين:2009- منتج - أعز أصحاب:2009- منتج - أمير البحار:2009- منتج - أوقات فراغ:2006- منتج - واحد من الناس:2006- منتج - سهر الليالي:2003- منتج - بدر:2001- منتج \| |
| - الشوق:2011- موزع - الثلاثة يشتغلونها:2010- موزع - بنتين من مصر:2010- موزع - رسائل البحر:2010- موزع - زهايمر:2010- موزع - عصافير النيل:2010- موزع - كلمني شكرا:2010- موزع - لا تراجع ولا استسلام (القبضة الدامية):2010- موزع - ولاد البلد:2010- موزع - ولد و بنت:2010- موزع - أدرينالين:2009- موزع | - أعز أصحاب:2009- موزع - الحكايه فيها منة:2009- موزع - بالألوان الطبيعية:2009- موزع - آخر كلام:2008- موزع - الغابة:2008- موزع - خارج على القانون:2007- موزع - علاقات خاصة:2006- موزع - واحد من الناس:2006- موزع - أيام السادات:2001- موزع - تك تك بوم:2011- منتج - بنتين من مصر:2010- منتج | - رسائل البحر:2010- منتج - زهايمر:2010- منتج - عصافير النيل:2010- منتج - ولد و بنت:2010- منتج - أدرينالين:2009- منتج - أعز أصحاب:2009- منتج - أمير البحار:2009- منتج - أوقات فراغ:2006- منتج - واحد من الناس:2006- منتج - سهر الليالي:2003- منتج - بدر:2001- منتج |

## الجوائز والتشريفات
- جائزة أفضل برنامج حواري عن "صاحبة السعادة".

- تكريم خاص من مهرجان القاهرة السينمائي الدولي.

- جوائز تقديرية عن إسهاماتها في الإنتاج السينمائي ودعم الشباب.

## وصلات خارجية
- إسعاد يونس على موقع IMDb (الإنجليزية)
- إسعاد يونس على موقع الدهليز
- إسعاد يونس على موقع قاعدة بيانات الأفلام العربية
- إسعاد يونس على موقع ألو سيني (الفرنسية)
- إسعاد يونس على موقع ديسكوغز (الإنجليزية)
- إسعاد يونس على موقع قاعدة بيانات الفيلم (الإنجليزية)
- إسعاد يونس على موقع كينوبويسك (الروسية)